# جايسي هورن
جايسي هورن ، من مواليد 26 نوفمبر 1999 في ألفاريتا ، جورجيا ، هو لاعب كرة قدم أمريكي يلعب في خطة ظهير في الدوري الوطني لكرة القدم الامريكي
لعب على مستوى جامعي لفريق جنوب كارولينا (2018-2020) في NCAA Division I FBS قبل أن يتم اختياره في المركز الثامن بشكل عام في 2021 NFL Draft بواسطة كارولينا بانثرز .

## المذكرات و المراجع
1. ↑  Pro Football Reference (بالإنجليزية), Sports Reference, LLC, QID:Q7246590